# Nävertjärnen, Värmland
Nävertjärnen är en sjö i Årjängs kommun i Värmland och ingår i Göta älvs huvudavrinningsområde. Sjön är 8,3 meter djup, har en yta på 0,179 kvadratkilometer och befinner sig 136 meter över havet.

## Delavrinningsområde
Nävertjärnen ingår i det delavrinningsområde (658884-128394) som SMHI kallar för Utloppet av Övre Blomsjön. Medelhöjden är 149 meter över havet och ytan är 16,92 kvadratkilometer. Det finns inga avrinningsområden uppströms utan avrinningsområdet är högsta punkten. Blommaälven som avvattnar avrinningsområdet har biflödesordning 3, vilket innebär att vattnet flödar genom totalt 3 vattendrag innan det når havet efter 242 kilometer. Avrinningsområdet består mestadels av skog (71 procent). Avrinningsområdet har 2,25 kvadratkilometer vattenytor vilket ger det en sjöprocent på 13,3 procent.